# Weathertech Sportscar Championship 2024
Weathertech Sportscar Championship 2024 är den elfte säsongen av den nordamerikanska racingserien för sportvagnar och GT-bilar, Weathertech Sportscar Championship och sanktioneras av International Motor Sports Association. Säsongen omfattar 11 deltävlingar.

## Tävlingskalender
| Datum         | Bana            | Segrare GTP - Team                                     | Segrare LMP2 - Team                                             | Segrare GTD Pro - Team                                       | Segrare GTD - Team                                 |
| Datum         | Bana            | Segrare GTP - Förare                                   | Segrare LMP2 – Förare                                           | Segrare GTD Pro - Förare                                     | Segrare GTD – Förare                               |
| ------------- | --------------- | ------------------------------------------------------ | --------------------------------------------------------------- | ------------------------------------------------------------ | -------------------------------------------------- |
| 27-28 januari | Daytona         | Porsche Penske Motorsport                              | Era Motorsport                                                  | Risi Competizione                                            | Winward Racing                                     |
| 27-28 januari | Daytona         | Dane Cameron Matt Campbell Felipe Nasr Josef Newgarden | Ryan Dalziel Dwight Merriman Christian Rasmussen Connor Zilisch | James Calado Alessandro Pier Guidi Davide Rigon Daniel Serra | Indy Dontje Philip Ellis Daniel Morad Russell Ward |
| 16 mars       | Sebring         | Wayne Taylor Racing with Andretti                      | Era Motorsport                                                  | Vasser Sullivan                                              | Winward Racing                                     |
| 16 mars       | Sebring         | Louis Delétraz Colton Herta Jordan Taylor              | Ryan Dalziel Dwight Merriman Connor Zilisch                     | Ben Barnicoat Jack Hawksworth Kyle Kirkwood                  | Indy Dontje Philip Ellis Russell Ward              |
| 20 april      | Long Beach      | Cadillac Racing                                        | Inga deltagare                                                  | Inga deltagare                                               | Vasser Sullivan                                    |
| 20 april      | Long Beach      | Sébastien Bourdais Renger van der Zande                | Inga deltagare                                                  | Inga deltagare                                               | Ben Barnicoat Parker Thompson                      |
| 12 maj        | Laguna Seca     | Porsche Penske Motorsport                              | Inga deltagare                                                  | AO Racing                                                    | Winward Racing                                     |
| 12 maj        | Laguna Seca     | Mathieu Jaminet Nick Tandy                             | Inga deltagare                                                  | Laurin Heinrich Sebastian Priaulx                            | Philip Ellis Russell Ward                          |
| 1 juni        | Detroit Circuit | Wayne Taylor Racing with Andretti                      | Inga deltagare                                                  | AO Racing                                                    | Inga deltagare                                     |
| 1 juni        | Detroit Circuit | Filipe Albuquerque Ricky Taylor                        | Inga deltagare                                                  | Laurin Heinrich Sebastian Priaulx                            | Inga deltagare                                     |
| 23 juni       | Watkins Glen    | Porsche Penske Motorsport                              | Richard Mille AF Corse                                          | Heart of Racing Team                                         | Winward Racing                                     |
| 23 juni       | Watkins Glen    | Dane Cameron Felipe Nasr                               | Nicklas Nielsen Luís Pérez Companc Lilou Wadoux                 | Ross Gunn Alex Riberas                                       | Indy Dontje Philip Ellis Russell Ward              |
| 9 juli        | Mosport         | Inga deltagare                                         | Inter Europol by PR1/Mathiasen Motorsports                      | Corvette Racing by Pratt Miller Motorsports                  | Heart of Racing Team                               |
| 9 juli        | Mosport         | Inga deltagare                                         | Nick Boulle Tom Dillmann                                        | Antonio García Alexander Sims                                | Roman De Angelis Spencer Pumpelly                  |
| 4 augusti     | Road America    | Porsche Penske Motorsport                              | United Autosports USA                                           | Conquest Racing                                              | Turner Motorsport                                  |
| 4 augusti     | Road America    | Mathieu Jaminet Nick Tandy                             | Ben Hanley Ben Keating                                          | Giacomo Altoè Daniel Serra                                   | Robby Foley Patrick Gallagher                      |
| 27 augusti    | Virginia        | Inga deltagare                                         | Inga deltagare                                                  | Paul Miller Racing                                           | Korthoff/Preston Motorsports                       |
| 27 augusti    | Virginia        | Inga deltagare                                         | Inga deltagare                                                  | Bryan Sellers Madison Snow                                   | Mikaël Grenier Kenton Koch                         |
| 17 september  | Indianapolis    | BMW M Team RLL                                         | TDS Racing                                                      | AO Racing                                                    | Wright Motorsports                                 |
| 17 september  | Indianapolis    | Philipp Eng Jesse Krohn                                | Mikkel Jensen Hunter McElrea Steven Thomas                      | Michael Christensen Laurin Heinrich                          | Adam Adelson Jan Heylen Elliott Skeer              |
| 14 oktober    | Road Atlanta    | Cadillac Racing                                        | TDS Racing                                                      | Iron Lynx                                                    | Conquest Racing                                    |
| 14 oktober    | Road Atlanta    | Sébastien Bourdais Scott Dixon Renger van der Zande    | Mikkel Jensen Hunter McElrea Steven Thomas                      | Mirko Bortolotti Jordan Pepper Franck Perera                 | Albert Costa Manny Franco Cédric Sbirrazzuoli      |

## Slutställning
| Klass   | Förare                    | Team                                        |
| ------- | ------------------------- | ------------------------------------------- |
| GTP     | Dane Cameron Felipe Nasr  | Porsche Penske Motorsport                   |
| LMP2    | Nick Boulle Tom Dillmann  | Inter Europol by PR1/ Mathiasen Motorsports |
| GTD Pro | Laurin Heinrich           | AO Racing                                   |
| GTD     | Philip Ellis Russell Ward | Winward Racing                              |